# Медаль «За особые воинские заслуги» (1910)
Медаль «За особые воинские заслуги» — государственная награда Российской империи.

## Основные сведения
Медаль «За особые воинские заслуги» — медаль Российской империи для награждения военных, отличившихся при строительстве железнодорожной ветки Ораниенбаум — Красная Горка и военных укреплений на южном берегу Финского залива. Это строительство проводилось в связи с модернизацией армии и военной инфраструктуры после поражения в русско-японской войне. Ввиду чрезвычайной важности, малого срока работ (2 месяца) и ряда трудностей, для награждения участников строительства 1 мая 1910 года по указу императора Николая II была учреждена эта медаль. Долгое время об этой медали было мало известно, что связано с секретным характером военного строительства, за которое ей награждали. Известно, что по первоначальному проекту этой медали, она должна была иметь четыре степени и носиться на Аннинской ленте. Предполагалось, что ей должны были награждать военных за любые небоевые заслуги, за которые не полагались иные награды.

## Порядок вручения
Медалью награждали всех военнослужащих, отличившихся при строительстве. Награждался состав 1-й Саперной бригады, 3-го Железнодорожного батальона, гарнизона Кронштадтской крепости, 147 Самарского и 148 Каспийского пехотных полков, включая генералов, офицеров, чиновников, унтер-офицеров и простых солдат. Также награждались полицейские и жандармы, охранявшие строительство.

## Описание медали
Медаль сделана из позолоченной светлой бронзы. Диаметр 28 мм. На лицевой стороне медали изображен портрет Николая II в профиль, без каких-либо надписей и регалий. На оборотной стороне по кругу с края медали надпись: «ЗА ОСОБЫЯ ВОИНСКІЯ ЗАСЛУГИ.». Внизу медали надпись замкнута небольшой пятилепестковой розеткой. В центре оборотной стороны медали изображён Малый Государственный Герб Российской империи. Бортика медаль не имела. По имеющимся данным, на Санкт-Петербургском монетном дворе в период 1910—1911 годов отчеканено 4462 экземпляра.

## Порядок ношения
Медаль имела ушко для крепления к колодке или ленте. Носить медаль следовало на груди. Лента медали — Александровская.